# Nontron
Nontron est une commune française située dans le département de la Dordogne, en région Nouvelle-Aquitaine.
Chef-lieu du canton de Nontron de 1790 à 2015 et de l'arrondissement de Nontron, c'est l'une des trois sous-préfectures du département qui compte quatre arrondissements. Depuis 2015, la commune est devenue le bureau centralisateur du canton du Périgord vert nontronnais.
Elle est intégrée au parc naturel régional Périgord-Limousin.

## Géographie

### Généralités
Dans le nord du département de la Dordogne, à l'intérieur du parc naturel régional Périgord-Limousin, la commune de Nontron se trouve dans le Nontronnais. Chef-lieu (sous-préfecture) de l'arrondissement de Nontron, c'est une commune rurale qui fait partie de l'unité urbaine de Nontron et son aire d'attraction, zonage d’étude défini par l'Insee, qui a remplacé en 2020 l'aire urbaine de Nontron dont la commune faisait partie. Elle est arrosée par le Bandiat et bordée par son affluent le ruisseau des Vergnes.
Traversé par les routes départementales 87, 94, (RD) 675 et 707, la ville est arrosée par le Bandiat. Il se situe, en distances orthodromiques,dix-huit kilomètres au nord de Brantôme et vingt kilomètres au sud-est de Montbron.
La commune est également desservie par les RD 3, 75 et 708.
Avec ses paysages variés et une nature préservée, elle se situe presque à équidistance de Périgueux, Limoges et Angoulême. Elle fut pendant très longtemps très enclavée, aucun axe routier important n'y passant, ce qui constitua un frein considérable au développement économique local.
La « Flow Vélo », véloroute/voie verte V92 qui, sur près de 400 kilomètres, permet de relier Sarlat-la-Canéda et Île-d'Aix traverse le territoire communal sur cinq kilomètres, notamment à travers la ville.

### Communes limitrophes
Nontron est limitrophe de sept autres communes. À l'est, son territoire est éloigné d'une vingtaine de mètres de celui de Champs-Romain et au nord, d'environ 380 mètres de celui de Saint-Estèphe.
| Le Bourdeix, Saint-Martin-le-Pin |                   | Augignac, Savignac-de-Nontron |
|                                  | Nontron           |                               |
| Saint-Martial-de-Valette         | Sceau-Saint-Angel | Saint-Pardoux-la-Rivière      |

### Géologie et relief

#### Géologie
Situé sur la plaque nord du Bassin aquitain et bordé à son extrémité nord-est par une frange du Massif central, le département de la Dordogne présente une grande diversité géologique. Les terrains sont disposés en profondeur en strates régulières, témoins d'une sédimentation sur cette ancienne plate-forme marine. Le département peut ainsi être découpé sur le plan géologique en quatre gradins différenciés selon leur âge géologique. Nontron est dans le gradin extrême nord-est que constitue le dernier contrefort du Massif central, avec des roches cristallines formées au Paléozoïque, antérieurement au Carbonifère. Elle est construite sur le rebord du socle hercynien (paragneiss, granodiorites du Massif de Piégut-Pluviers et quelques lambeaux liasiques), juste au sud-ouest commence le terrain calcaire jurassique du Bassin aquitain.
Les couches affleurantes sur le territoire communal sont constituées de formations superficielles du Quaternaire, de roches sédimentaires  datant pour certaines du Cénozoïque, et pour d'autres du Mésozoïque et du Paléozoïque, ainsi que de roches métamorphiques et magmatiques. On y trouve comme matières premières des affleurements de grès (arkoses du Lias), des roches granitiques (granodiorites) et, dans la partie calcaire, de la pierre blanche à bâtir, castine et pierres à chaux. La nontronite, un minéral riche en fer et appartenant aux phyllosilicates, fut nommée ainsi d'après l'arrondissement de Nontron. Le sous-sol recèle également des minéraux riches en baryum (baryte), manganèse, plomb argentifère (galène), et cuivre.
La formation la plus ancienne, notée ζ1-2I, se compose de gneiss plagioclastiques grauwackeux à schisteux à deux micas ou biotite seule et sillimanite et parfois microcline (Néoprotérozoïque à Cambrien). La formation la plus récente, notée CFp, fait partie des formations superficielles de type colluvions indifférenciées de versant, de vallon et plateaux issues d'alluvions, molasses, altérites. Le descriptif de ces couches est détaillé dans  les feuilles « no 710 - Montbron » et « no 711 - Châlus » de la carte géologique au 1/50 000 de la France métropolitaine, et leurs notices associées,.

Carte géologique de Nontron.

#### Relief et paysages
Le département de la Dordogne se présente comme un vaste plateau incliné du nord-est (491 m, à la forêt de Vieillecour dans le Nontronnais, à Saint-Pierre-de-Frugie) au sud-ouest (2 m à Lamothe-Montravel). L'altitude du territoire communal varie quant à elle entre 152 mètres et 308 mètres,.
Dans le cadre de la Convention européenne du paysage entrée en vigueur en France le 1er juillet 2006, renforcée par la loi du 8 août 2016 pour la reconquête de la biodiversité, de la nature et des paysages, un atlas des paysages de la Dordogne a été élaboré sous maîtrise d’ouvrage de l’État et publié en octobre 2020. Les paysages du département s'organisent en huit unités paysagères,. La commune est dans l'unité paysagère du « Périgord limousin » qui correspond à la région naturelle du Nontronnais. Ce territoire forme un plateau collinaire aux pentes douces et sommets arasés, d’altitude moyenne autour des 300 m dont le point culminant est également celui de la Dordogne. Ce plateau cristallin est vallonné et dominé par les prairies aux horizons boisés. Il est entaillé de vallées profondes aux versants forestiers,.
La superficie cadastrale de la commune publiée par l'Insee, qui sert de référence dans toutes les statistiques, est de 24,67 km2,,. La superficie géographique, issue de la BD Topo, composante du Référentiel à grande échelle produit par l'IGN, est quant à elle de 25,6 km2.

### Hydrographie

#### Réseau hydrographique
La commune est située pour partie dans le bassin de la Dordogne et pour partie dans   le bassin versant de la Charente au sein du Bassin Adour-Garonne. Elle est drainée par le Bandiat, le ruisseau des Vergnes et par divers petits cours d'eau, qui constituent un réseau hydrographique de 29 km de longueur totale,.
Le Bandiat, d'une longueur totale de 91,35 km, prend sa source dans la Haute-Vienne dans la commune de La Chapelle-Montbrandeix et se jette dans la Tardoire en rive gauche en Charente à Agris. Sortant du Massif central, il traverse la commune d'est en ouest sur six kilomètres.
Son affluent de rive droite le ruisseau des Vergnes sert de limite naturelle à l'ouest sur près de deux kilomètres et demi face à Saint-Martin-le-Pin.

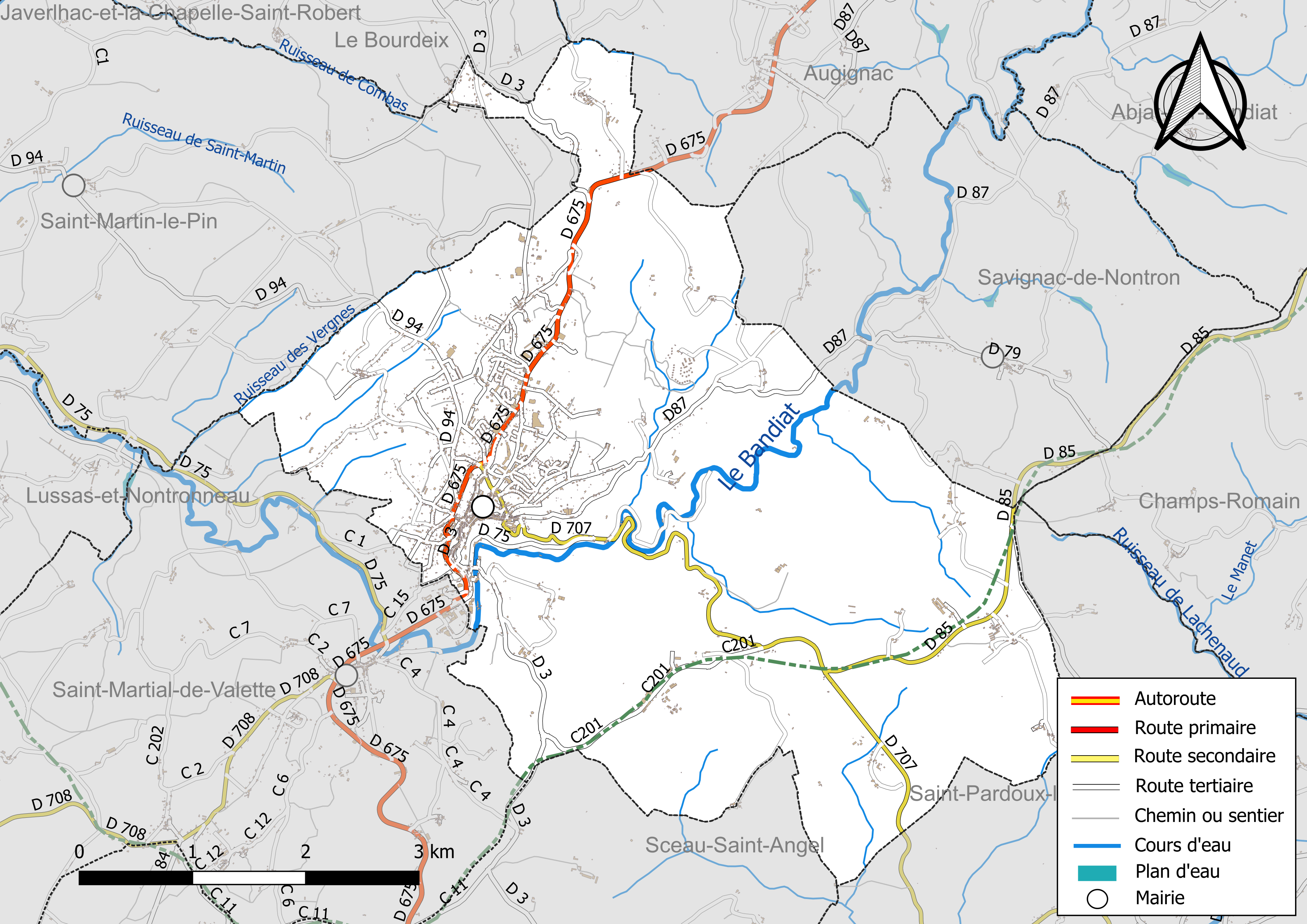
Réseaux hydrographique et routier de Nontron[Note 3].
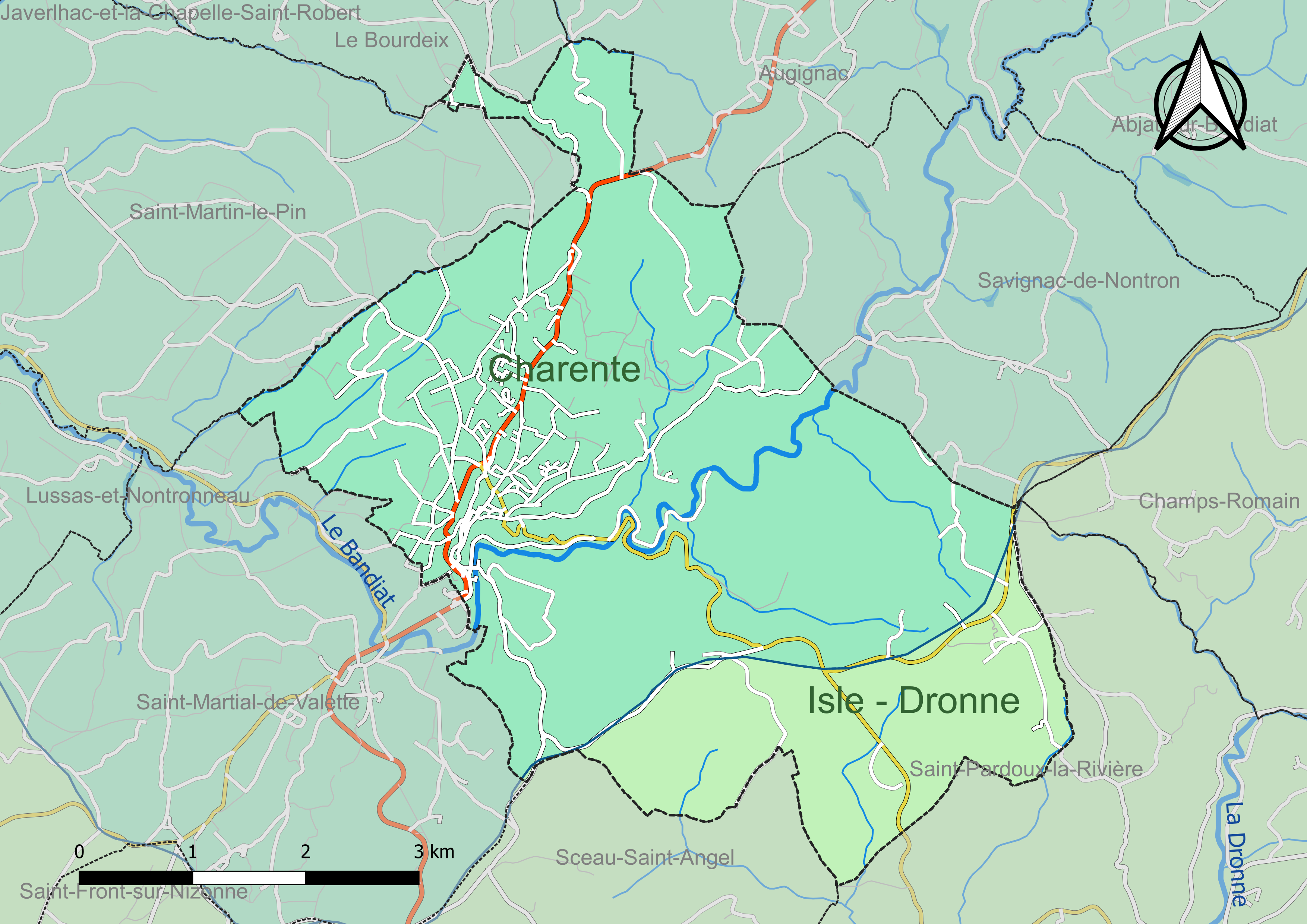
Carte des schémas d'aménagement et de gestion des eaux (SAGE) couvrant le territoire communal de Nontron.

#### Gestion et qualité des eaux
Le territoire communal est couvert par les schémas d'aménagement et de gestion des eaux (SAGE) « Charente » et « Isle - Dronne ». Le SAGE « Charente », dont le territoire correspond au bassin de la Charente, d'une superficie de 9 300 km2, a été approuvé le 19 novembre 2019. La structure porteuse de l'élaboration et de la mise en œuvre est l'établissement public territorial de bassin Charente. Le SAGE « Isle - Dronne », dont le territoire regroupe les bassins versants de l'Isle et de la Dronne, d'une superficie de 7 500 km2, a été approuvé le 2 août 2021. La structure porteuse de l'élaboration et de la mise en œuvre est l'établissement public territorial de bassin de la Dordogne (EPIDOR). Ils définissent chacun sur leur territoire les objectifs généraux d’utilisation, de mise en valeur et de protection quantitative et qualitative des ressources en eau superficielle et souterraine, en respect des objectifs de qualité définis dans le troisième SDAGE  du Bassin Adour-Garonne qui couvre la période 2022-2027, approuvé le 10 mars 2022.
Au nord, les quatre cinquièmes du territoire communal correspondent au bassin versant du Bandiat et dépendent du SAGE Charente. Au sud, les petits cours d'eau alimentent le bassin de l'Isle et sont rattachés au SAGE Isle - Dronne.
La qualité des eaux de baignade et des cours d’eau peut être consultée sur un site dédié géré par les agences de l’eau et l’Agence française pour la biodiversité.

### Climat
Pour des articles plus généraux, voir Climat de la Nouvelle-Aquitaine et Climat de la Dordogne.
Historiquement, la commune est dans une zone de transition entre les climats océaniques aquitain et limousin.  
En 2020, Météo-France publie une typologie des climats de la France métropolitaine dans laquelle la commune est exposée à un climat océanique altéré et est dans la région climatique  Aquitaine, Gascogne, caractérisée par une pluviométrie abondante au printemps, modérée en automne, un faible ensoleillement au printemps, un été chaud (19,5 °C), des vents faibles, des brouillards fréquents en automne et en hiver et des orages fréquents en été (15 à 20 jours).
Pour la période 1971-2000, la température annuelle moyenne est de 11,9 °C, avec  une amplitude thermique annuelle de 15 °C. Le cumul annuel moyen de précipitations est de 1 087 mm, avec 13,1 jours de précipitations en janvier et 7,5 jours en juillet. Pour la période 1991-2020, la température moyenne annuelle observée sur la station météorologique la plus proche, située sur la commune de La Coquille à 25 km à vol d'oiseau, est de 12,1 °C et le cumul annuel moyen de précipitations est de 1 178,8 mm,. Pour l'avenir, les paramètres climatiques de la commune estimés pour 2050 selon différents scénarios d’émission de gaz à effet de serre sont consultables sur un site dédié publié par Météo-France en novembre 2022.

## Urbanisme

### Typologie
Au 1er janvier 2024, Nontron est catégorisée bourg rural, selon la nouvelle grille communale de densité à 7 niveaux définie par l'Insee en 2022.
Elle appartient à l'unité urbaine de Nontron, une agglomération intra-départementale dont elle est ville-centre,. Par ailleurs la commune fait partie de l'aire d'attraction de Nontron, dont elle est la commune-centre,. Cette aire, qui regroupe 19 communes, est catégorisée dans les aires de moins de 50 000 habitants,.

### Occupation des sols
L'occupation des sols de la commune, telle qu'elle ressort de la base de données européenne d’occupation biophysique des sols Corine Land Cover (CLC), est marquée par l'importance des territoires agricoles (49,3 % en 2018), en diminution par rapport à 1990 (53,2 %). La répartition détaillée en 2018 est la suivante : 
forêts (37,6 %), zones agricoles hétérogènes (26,6 %), prairies (19 %), zones urbanisées (10 %), terres arables (3,7 %), zones industrielles ou commerciales et réseaux de communication (3,1 %). L'évolution de l’occupation des sols de la commune et de ses infrastructures peut être observée sur les différentes représentations cartographiques du territoire : la carte de Cassini (XVIIIe siècle), la carte d'état-major (1820-1866) et les cartes ou photos aériennes de l'IGN pour la période actuelle (1950 à aujourd'hui).

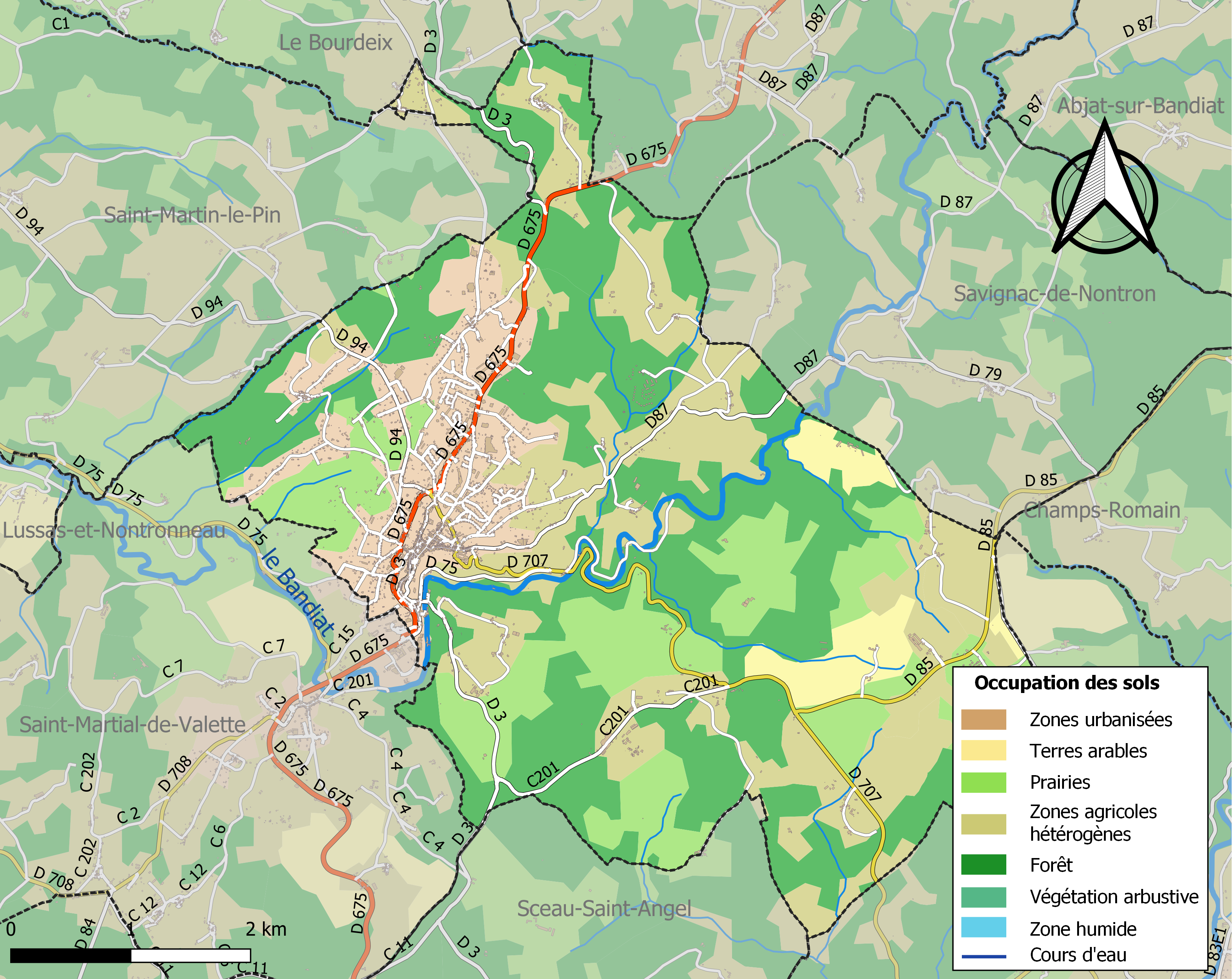
Carte des infrastructures et de l'occupation des sols de la commune en 2018 (CLC).

### Prévention des risques
Le territoire de la commune de Nontron est vulnérable à différents aléas naturels : météorologiques (tempête, orage, neige, grand froid, canicule ou sécheresse), feux de forêts, mouvements de terrains et séisme (sismicité faible). Un site publié par le BRGM permet d'évaluer simplement et rapidement les risques d'un bien localisé soit par son adresse soit par le numéro de sa parcelle.
Nontron est exposée au risque de feu de forêt. L’arrêté préfectoral du 14 mars 2013 fixe les conditions de pratique des incinérations et de brûlage dans un objectif de réduire le risque de départs d’incendie. À ce titre, des périodes sont déterminées : interdiction totale du 15 février au 15 mai et du 15 juin au 15 octobre, utilisation réglementée du 16 mai au 14 juin et du 16 octobre au 14 février. En septembre 2020, un plan inter-départemental de protection des forêts contre les incendies (PidPFCI) a été adopté pour la période 2019-2029,.

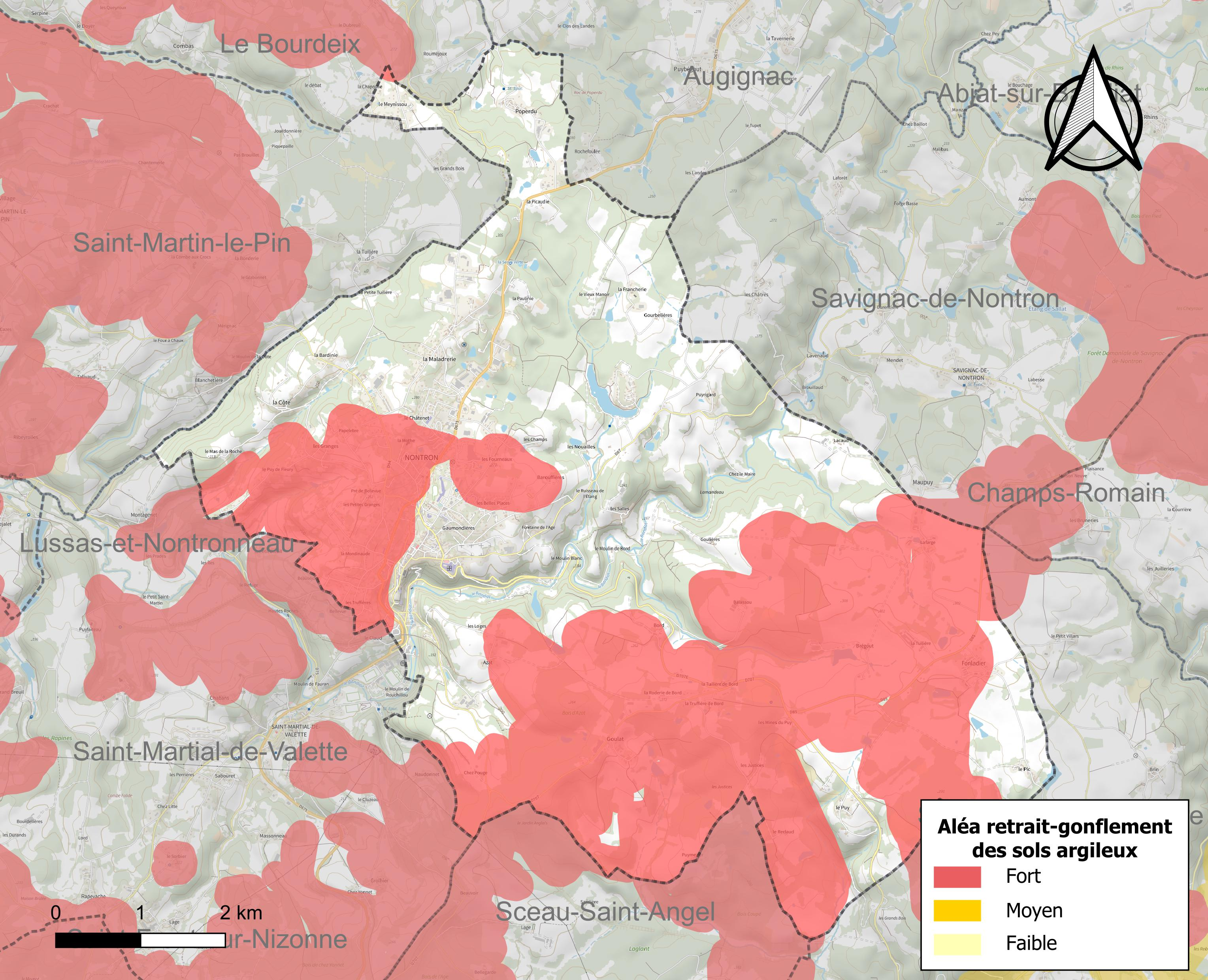
Carte des zones d'aléa retrait-gonflement des sols argileux de Nontron.

Les mouvements de terrains susceptibles de se produire sur la commune sont des tassements différentiels. Le retrait-gonflement des sols argileux est susceptible d'engendrer des dommages importants aux bâtiments en cas d’alternance de périodes de sécheresse et de pluie. 46,5 % de la superficie communale est en aléa moyen ou fort (58,6 % au niveau départemental et 48,5 % au niveau national métropolitain). Depuis le 1er octobre 2020, en application de la loi ÉLAN, différentes contraintes s'imposent aux vendeurs, maîtres d'ouvrages ou constructeurs de biens situés dans une zone classée en aléa moyen ou fort,.
La commune a été reconnue en état de catastrophe naturelle au titre des dommages causés par les inondations et coulées de boue survenues en 1982, 1983, 1988, 1991, 1993, 1995 et 1999, par la sécheresse en 1989, 1992, 1995, 2003, 2011, 2017 et 2019 et par des mouvements de terrain en 1999.

## Toponymie

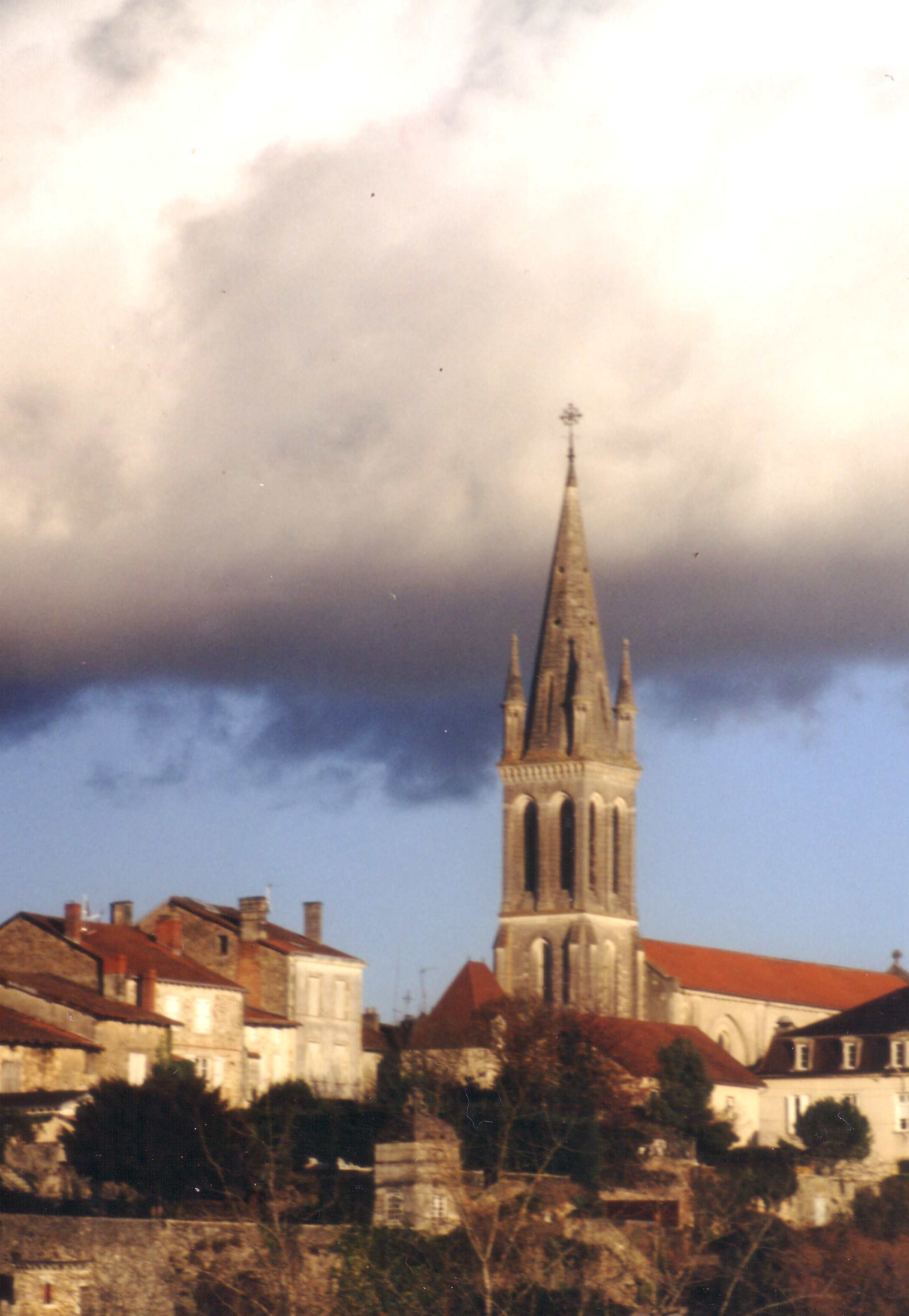
Quartier Notre-Dame.

Le nom français est une transcription de l'occitan Nontronh, prononcé [nũnˈtrũm]. Il provient probablement du nom gallo-romain Nantironius, une référence au nom du fondateur de la localité. L’historien Ribault de Laugardière a proposé une étymologie fantaisiste : Nontron viendrait de la langue de Tyr, se composant de Nata : « vallée » et Dun : « montagne ».
Attestations historiques : Natadum, Nattun, Nantrun, Nountroun.
En occitan, la commune porte le nom de Nontronh.
Sur la planète Mars, en mars 2021, la cible d'analyses poussées et d'un forage local effectués sur un important affleurement rocheux par l'astromobile Curiosity de la NASA, est baptisée d'après la commune. Le nom de Nontron sert aussi depuis le début de cette mission sur Mars à désigner l'ensemble de l'un des quelques grands quadrants d'investigation géologique dévolus à l'astromobile. Le choix de ce nom est dû au fait que la nontronite, minéral nommé d'après la commune de Nontron, fut en effet le premier minéral identifié formellement sur la planète Mars depuis l'orbite.

## Histoire

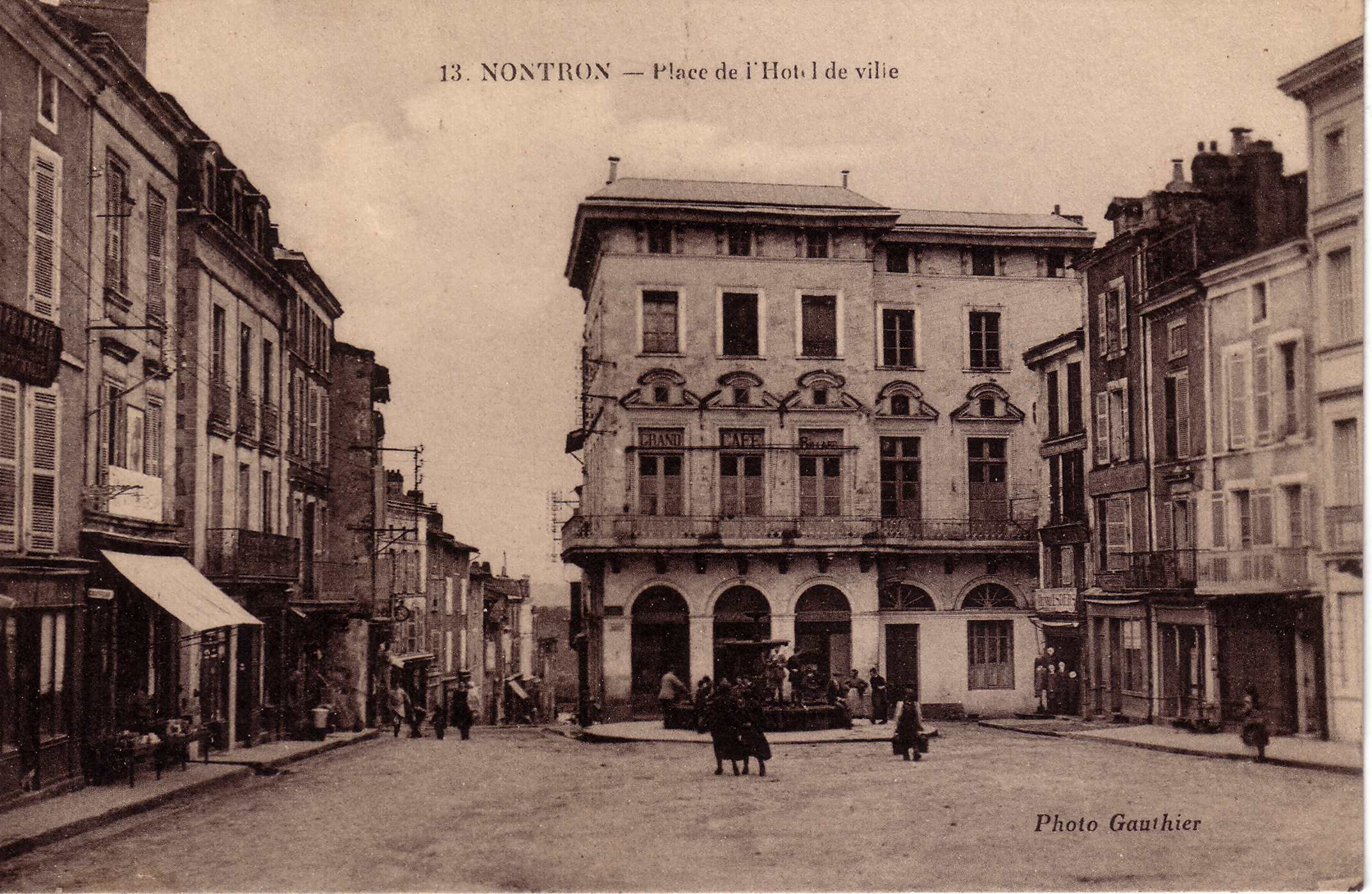
Place de l'Hôtel de ville en 1925.

La ville existait probablement déjà 1 100 ans avant notre ère et fut plusieurs fois ravagée par des envahisseurs, les Sarrasins au VIIe siècle, les Normands au IXe siècle.
Au VIIIe siècle, le castrum gallo-romain est donné par les vicomtes de Limoges à l’abbaye poitevine de Charroux, les vicomtes y conservant des droits importants. Puis, au cours des siècles la ville change plusieurs fois d'appartenance car la vicomté de Limoges, par les successions féminines, appartient ensuite aux familles de Bretagne-Penthièvre (le duc Arthur II épouse en 1275 Marie de Limoges, fille héritière du vicomte Guy VI, et leur fils puîné Guy VII, 1287-1331, est vicomte de Limoges et comte de Penthièvre), de Châtillon-Blois-Penthièvre (Jeanne la Boiteuse de Bretagne-Penthièvre, duchesse de Bretagne, comtesse de Penthièvre et vicomtesse de Limoges, fille de Guy VII, épouse Charles de Châtillon-Blois en 1337), d'Albret (Françoise de Châtillon-Blois, dame d'Avesnes, vicomtesse de Limoges et comtesse de Périgord, arrière-petite-fille de Jeanne et Charles de Blois, épouse en 1470 Alain d'Albret), enfin de Bourbon avec le roi Henri IV, fils de Jeanne d'Albret.
Nontron devient en 1800 sous-préfecture du département de la Dordogne.
Sur la ligne ferroviaire du Quéroy-Pranzac à Thiviers, la gare de Nontron a fonctionné entre 1891 et 1946 pour les voyageurs, et jusqu'en 1970 pour les marchandises.
Une prison militaire fut ouverte de 1940 à 1946 dans les locaux de l'ancienne prison civile. Elle fut le lieu de détention de suspects et de condamnés politiques, principalement communistes ou trotskystes, dont Michel Bloch, le frère de France Bloch-Sérazin qui fut décapitée par les nazis à Hambourg. Sous le régime de Vichy, des résistants y furent également incarcérés. De mars à octobre 1943, le groupement 38 « Mermoz » des Chantiers de la jeunesse, auparavant implanté à Argelès-Gazost (Hautes-Pyrénées), s'installe dans la commune et dans le Nontronnais.
Plusieurs centaines de prisonniers sont alors répartis dans les trois prisons militaires du département : Mauzac, Bergerac et Nontron. Parmi les prisonniers politiques les plus notables de Nontron figuraient Raoul Calas, Jean Chaintron, Maurice Jaquier, Léon Moussinac et Yves Péron.

## Politique et administration

### Rattachements administratifs et électoraux
Dès 1790, la commune de Nontron est le chef-lieu du canton de Nontron qui dépend du district de Nontron jusqu'en 1795, date de suppression des districts. En 1801, le canton est rattaché à l'arrondissement de Nontron dont Nontron est la sous-préfecture.
Dans le cadre de la réforme de 2014 définie par le décret du 21 février 2014, ce canton disparaît aux élections départementales de mars 2015. La commune est alors rattachée électoralement au canton du Périgord vert nontronnais, dont elle devient le bureau centralisateur, et dépend de la 3e circonscription législative.

### Intercommunalité
Fin 2002, Nontron intègre dès sa création la communauté de communes du Périgord Nontronnais dont elle est le siège. Celle-ci est dissoute au 31 décembre 2013 et remplacée au 1er janvier 2014 par la communauté de communes du Périgord vert nontronnais dont elle est le siège. Au 1er janvier 2017, celle-ci fusionne avec la communauté de communes du Haut-Périgord pour former la nouvelle communauté de communes du Périgord Nontronnais, dont Nontron est à nouveau le siège.

### Administration municipale
La population de la commune étant comprise entre 2 500 et 3 499 habitants au recensement de 2017, vingt-trois conseillers municipaux ont été élus en 2020,.

### Liste des maires

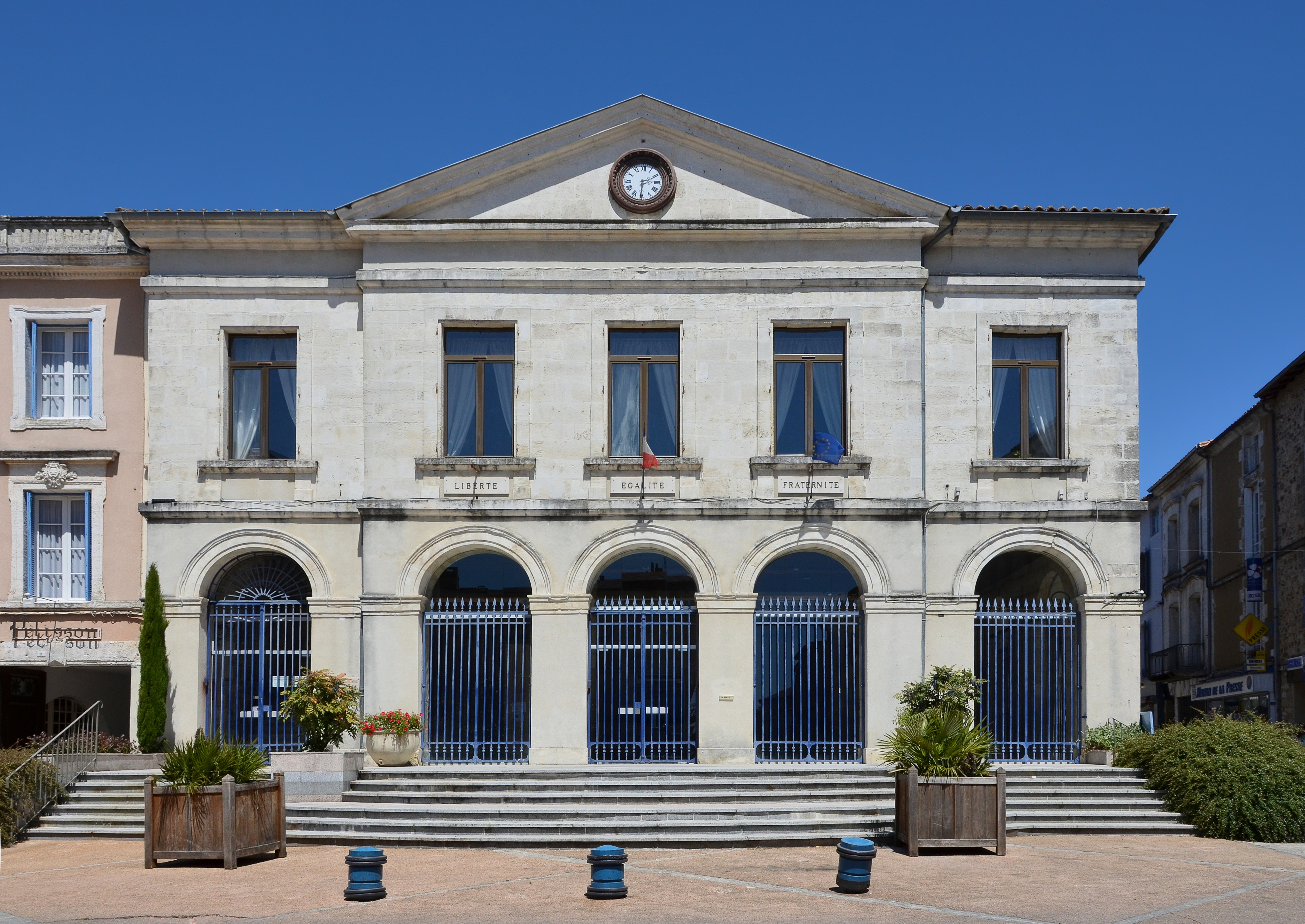
Façade de l'hôtel de ville.

| Période                                  | Période        | Identité                      | Étiquette | Qualité |
| ---------------------------------------- | -------------- | ----------------------------- | --------- | --- |
| Les données manquantes sont à compléter. |                |                               |           | |
|                                          |                |                               |           | |
| 1852                                     | 1859           | Louis François Mazerat        |           | |
|                                          |                |                               |           | |
| 1874                                     | 1878           | Louis François Mazerat        |           | Conseiller général du canton de Nontron (1871-1880) Député de la Dordogne (1871-1876)                        |
|                                          |                |                               |           | |
| 1892                                     | 1905           | André Picaud                  | Radical   | Médecin |
| 1905                                     | 1926           | François-Olivier Villepontoux |           | Notaire à Abjat                                                                                              |
| 1926                                     | 1943 (révoqué) | Armand Lathière-Lavergne      | Radical   | Médecin, conseiller général du canton de Nontron (1928-1940)                                                 |
| 1945                                     | 1953           | Armand Lathière-Lavergne      | Radical   | Médecin, conseiller général du canton de Nontron (1945-1949)                                                 |
| 1953                                     | 1977           | Henri Laforest                | Radical   | Secrétaire d'État, conseiller général du canton de Mareuil (1937-1940) puis du canton de Nontron (1954-1979) |
| 1977                                     | 1995           | René Join                     | PS        | Enseignant retraité, Député suppléant d'Alain Paul Bonnet (1978-1986 et 1988-1993)                           |
| 1995                                     | mars 2014      | Pierre Giry                   | UMP       | Assureur retraité                                                                                            |
| mars 2014                                | juillet 2020   | Pascal Bourdeau               | PS        | Ingénieur territorial, conseiller général du canton de Nontron (2011-2015)                                   |
| juillet 2020                             | En cours       | Nadine Herman-Bancaud         | SE        | Retraitée de la fonction publique territoriale Suppléante du député MoDem Jean-Pierre Cubertafon             |

### Jumelages
Actuellement, la commune ne participe plus aux jumelages entre villes. Mais le lycée coopère avec des lycées allemands à Berlin et Hildesheim. Au début des années 1980, il existait un jumelage actif avec Thame dans le comté d'Oxfordshire en Angleterre, des dons de livres à la bibliothèque municipale en témoignent.

## Équipements et services publics

### Enseignement
Selon le classement établi par l'Éducation nationale en 2022, le lycée public Alcide-Dusolier est considéré comme « performant » en 2021 au bac professionnel avec 96 % et presente un taux de réussite de 97 % au bac général et technologique.

### Santé
La commune est dotée d'une maison de santé pluridisciplinaire,.

### Justice
Dans le domaine judiciaire, Nontron relève : 
- du tribunal judiciaire, du tribunal pour enfants, du conseil de prud'hommes et du tribunal de commerce de Périgueux ;
- du pôle Nationalité du tribunal judiciaire de Périgueux (compétent uniquement dans le domaine de la nationalité) ;
- de la cour d'appel, du tribunal administratif et de la  cour administrative d'appel de Bordeaux.

## Population et société

### Démographie

#### Évolution démographique
Les habitants de Nontron sont appelés les Nontronnais.
L'évolution du nombre d'habitants est connue à travers les recensements de la population effectués dans la commune depuis 1793. Pour les communes de moins de 10 000 habitants, une enquête de recensement portant sur toute la population est réalisée tous les cinq ans, les populations de référence des années intermédiaires étant quant à elles estimées par interpolation ou extrapolation. Pour la commune, le premier recensement exhaustif entrant dans le cadre du nouveau dispositif a été réalisé en 2007.

En 2022, la commune comptait 3 049 habitants, en évolution de −1,17 % par rapport à 2016 (Dordogne : +0,37 %, France hors Mayotte : +2,11 %).
| 1793  | 1800  | 1806  | 1821  | 1831  | 1836  | 1841  | 1846  | 1851  |
| ----- | ----- | ----- | ----- | ----- | ----- | ----- | ----- | ----- |
| 2 356 | 2 809 | 2 990 | 2 865 | 3 246 | 3 573 | 3 609 | 3 692 | 3 704 |

| 1856  | 1861  | 1866  | 1872  | 1876  | 1881  | 1886  | 1891  | 1896  |
| ----- | ----- | ----- | ----- | ----- | ----- | ----- | ----- | ----- |
| 3 546 | 3 581 | 3 557 | 3 223 | 3 427 | 3 687 | 4 151 | 3 585 | 3 657 |

| 1901  | 1906  | 1911  | 1921  | 1926  | 1931  | 1936  | 1946  | 1954  |
| ----- | ----- | ----- | ----- | ----- | ----- | ----- | ----- | ----- |
| 3 686 | 3 426 | 3 508 | 3 059 | 3 112 | 3 019 | 2 943 | 3 204 | 3 280 |

| 1962  | 1968  | 1975  | 1982  | 1990  | 1999  | 2006  | 2007  | 2012  |
| ----- | ----- | ----- | ----- | ----- | ----- | ----- | ----- | ----- |
| 3 593 | 3 792 | 3 954 | 3 850 | 3 558 | 3 500 | 3 465 | 3 458 | 3 212 |

| 2017  | 2022  | - | - | - | - | - | - | - |
| ----- | ----- | - | - | - | - | - | - | - |
| 3 050 | 3 049 | - | - | - | - | - | - | - |

#### Pyramide des âges
La population de la commune est relativement âgée.
En 2021, le taux de personnes d'un âge inférieur à 30 ans s'élève à 25,1 %, soit en dessous de la moyenne départementale (27,1 %). À l'inverse, le taux de personnes d'âge supérieur à 60 ans est de 42,1 % la même année, alors qu'il est de 36,5 % au niveau départemental.
La même année, la commune comptait 1 445 hommes pour 1 596 femmes, soit un taux de 52,48 % de femmes, légèrement supérieur au taux départemental (51,82 %).
Les pyramides des âges de la commune et du département s'établissent comme suit.
| Hommes | Classe d’âge | Femmes |
| ------ | ------------ | ------ |
| 2,4    | 90 ou +      | 5,5    |
| 13,3   | 75-89 ans    | 18,0   |
| 22,3   | 60-74 ans    | 22,2   |
| 19,2   | 45-59 ans    | 19,0   |
| 14,8   | 30-44 ans    | 12,6   |
| 14,9   | 15-29 ans    | 11,7   |
| 13,1   | 0-14 ans     | 10,9   |

| Hommes | Classe d’âge | Femmes |
| ------ | ------------ | ------ |
| 1,2    | 90 ou +      | 2,9    |
| 10,6   | 75-89 ans    | 13,4   |
| 23,6   | 60-74 ans    | 23,7   |
| 20,9   | 45-59 ans    | 20,7   |
| 15,5   | 30-44 ans    | 14,8   |
| 13,5   | 15-29 ans    | 11,6   |
| 14,8   | 0-14 ans     | 12,9   |

#### L'agglomération, l'aire urbaine et l'aire d'attraction
L'unité urbaine de Nontron (l'agglomération) regroupe deux communes : Nontron et Saint-Martial-de-Valette, soit 3 841 habitants en 2021.
L'aire urbaine s'étendait sur trois communes supplémentaires : Saint-Front-sur-Nizonne, Saint-Martin-le-Pin et Savignac-de-Nontron et comprenait 4 458 habitants en 2017.
En 2020, le concept d'aire urbaine a été abandonné par l'Insee et remplacé par celui d'aire d'attraction d'une ville. Comprenant dix-neuf communes du seul département de la Dordogne, l'aire d'attraction de Nontron est peuplée de 11 839 habitants en 2021.

### Sports
En rugby à XV, le Club sportif nontronnais est engagé en Régional 1 pour la saison 2023-2024.
En football, l'Association sportive Nontron Saint-Pardoux est également engagée en Régional 1 pour la saison 2023-2024.
Par le passé, l'AS Nontron connu le niveau national lors de la saison 1999-2000 avec sa participation à la CFA 2.
Dans le cadre des Jeux olympiques de Paris 2024, la flamme olympique passe par six communes du département de la Dordogne le 22 mai 2024, notamment à Nontron.

### Manifestations culturelles et festivités
- La mascarade des Soufflaculs, carnaval dont les origines seraient médiévales[81], se déroule dans les rues de la ville le premier dimanche du mois d'avril depuis 1979[82],[83], attirant des milliers de spectateurs. Les « baboys » sont deux statues monumentales en l'honneur des Soufflaculs. Exceptionnellement en 2012, la mascarade n'a pas eu lieu, pour cause de premier tour d'élection présidentielle[84] et en 2013, faute d'organisateurs[81]. Une nouvelle équipe d'organisateurs a pris le relais et la mascarade a pu avoir lieu en 2014 et est prévue en 2016[83].
- La Fête du couteau a lieu chaque année début août. C'est la troisième manifestation d'ampleur nationale après les salons de Paris et de Thiers[85]. La 29e édition se tient les 2 et 3 août 2025 avec la présence de 120 couteliers d'art[86]. En 2024, l'édition a drainé 6 000 visiteurs[87].
- Au mois d'octobre, la « Rue des métiers d'art » (14e édition en 2024[88]) rassemble en centre-ville plusieurs dizaines d'artisans d'art dans différents domaines : bijouterie, céramique, coutellerie, cuir, émail, gravure, maroquinerie, mosaïque, plumasserie, poterie, reliure, sculpture, serrurerie, tissage, vannerie, verrerie[89].
- Le Salon des antiquaires a lieu chaque année en novembre pendant un week-end (35e édition en 2024[90]).

## Économie
Depuis l’époque gallo-romaine et jusqu’au milieu du XIXe siècle, on extrayait du minerai de fer dans le Nontronnais où fonctionnaient beaucoup de forges et de hauts-fourneaux.
Au XXe siècle, on y produisait beaucoup d’articles chaussants (Adidas). Mais actuellement il ne reste plus que quelques petites usines.
Aujourd'hui, on y trouve des entreprises diverses, allant du luxe (Hermès qui, en 2015, emploie 400 personnes sur place dont 300 dans la maroquinerie) à l'artisanat, en passant par l'agro-alimentaire. Les commerces se trouvent notamment en centre-ville, autour de la place Alfred-Agard (place de l'Hôtel de ville).

### Coutellerie

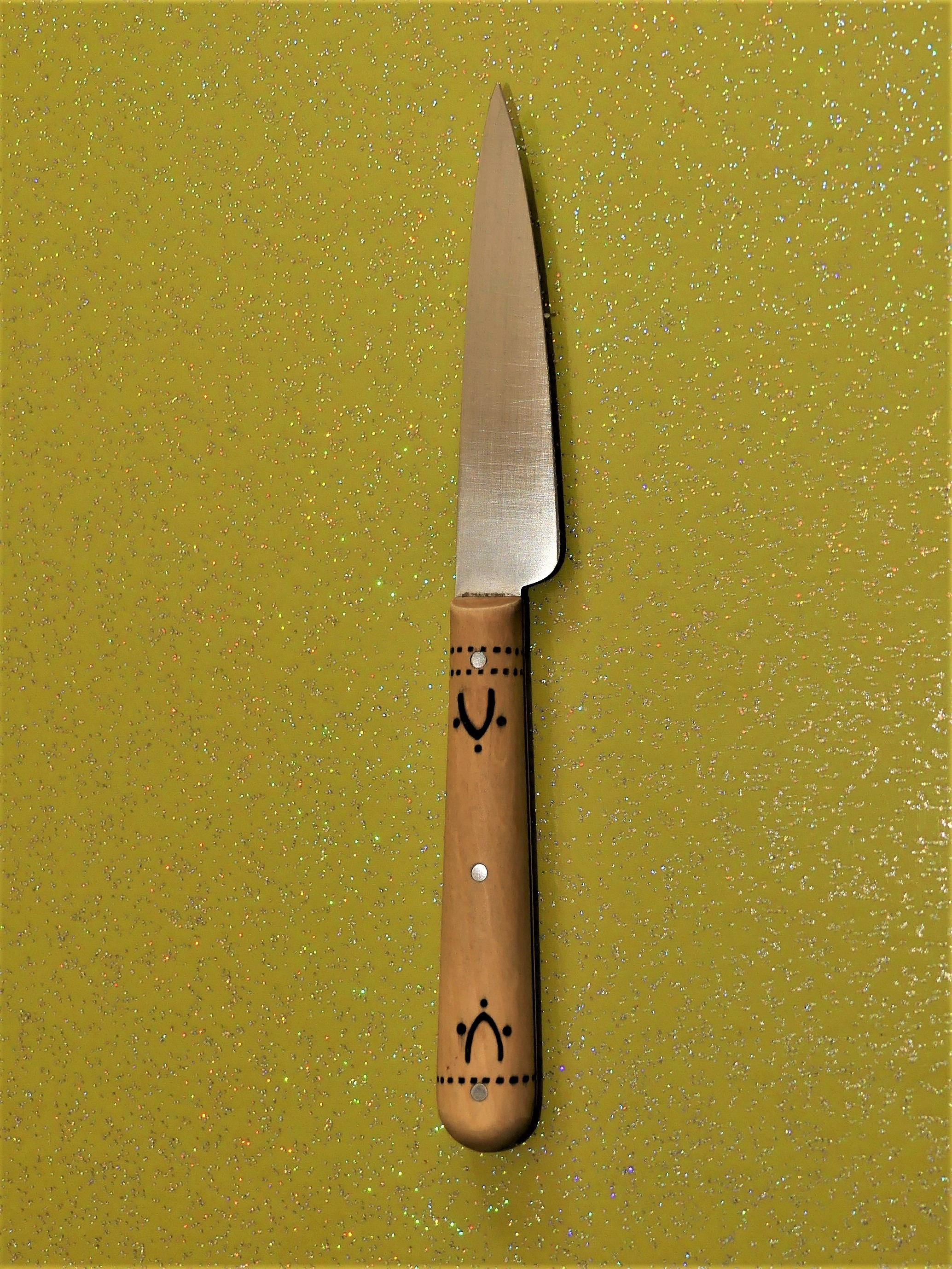
Couteau Nontron.

La ville est connue pour ses coutelleries. Cette activité existe probablement depuis le Moyen Âge, bien qu'on ne la trouve mentionnée dans un acte qu'en 1653. Depuis 1996, la « Fête du Couteau » a lieu chaque année un week-end au mois d'août. En 2015, une  centaine d'exposants sont attendus pour la 20e édition.
Le couteau Nontron le plus célèbre est un couteau artisanal de poche fermant (no 25). Son manche est en buis pyrogravé avec une virole en laiton. C'est le plus ancien couteau fermant en France.

### Emploi
L'emploi est analysé ci-dessous selon qu'il affecte les habitants de Nontron ou qu'il est proposé sur le territoire de la commune.

#### L'emploi des habitants
En 2018, parmi la population communale comprise entre 15 et 64 ans, les actifs représentent 1 214 personnes, soit 39,6 % de la population municipale. Le nombre de chômeurs (176) a légèrement augmenté par rapport à 2013 (169) et le taux de chômage de cette population active s'établit à 14,5 %.

#### L'emploi sur la commune
En 2018, la commune offre 2 548 emplois pour une population de 3 068 habitants. Le secteur administratif (administration publique, enseignement, santé, action sociale) prédomine avec 35,8 % des emplois mais l'industrie avec 30,6 % et le secteur tertiaire avec 26,1 % sont également très présents.
Répartition des emplois par domaines d'activité
|                     | Agriculture, sylviculture ou pêche | Industrie | Construction | Commerce, transports et services | Administration publique, enseignement, santé, action sociale |
| ------------------- | ---------------------------------- | --------- | ------------ | -------------------------------- | ------------------------------------------------------------ |
| Nombre d'emplois    | 25                                 | 780       | 165          | 665                              | 912                                                          |
| Pourcentage         | 1,0 %                              | 30,6 %    | 6,5 %        | 26,1 %                           | 35,8 %                                                       |
| Source des données. |                                    |           |              |                                  |                                                              |

### Établissements
Fin 2018, la commune compte 189 établissements actifs employeurs, dont 103 au niveau des commerces, transports ou services, 29 relatifs au secteur administratif, à l'enseignement, à la santé ou à l'action sociale, 28 dans la construction, 27 dans l'industrie, et 2 dans l'agriculture, la sylviculture ou la pêche.

### Entreprises
Parmi les entreprises dont le siège social est en Dordogne, deux situées à Nontron se classent parmi les cinquante premières quant au chiffre d'affaires hors taxes en 2015-2016 :
- la Compagnie des arts de la table et de l'émail (fabrication d'articles céramiques à usage domestique ou ornemental) : 13e avec 43 996 k€ ;
- Lim France (fabrication d'articles de voyage, de maroquinerie et de sellerie) : 22e avec 35 017 k€.

Parmi les entreprises dont le siège social est en Dordogne, sept sociétés implantées à Nontron se classent parmi les cinquante premières de leur secteur d'activité quant au chiffre d'affaires hors taxes en 2015-2016 :
- dans l'industrie[101] :
  - la Compagnie des arts de la table et de l'émail se classe 4e ;
  - Lim France se classe 7e ;
  - La Maroquinerie nontronnaise (fabrication d'articles de voyage, de maroquinerie et de sellerie) est 19e avec 13 537 k€ ;
  - Barconnière (fabrication de structures métalliques et de parties de structures) est 23e avec 10 065 k€ ;
- dans le secteur agroalimentaire, Volagrain Périgord (transformation et conservation de la viande de volaille) se classe 16e avec 8 071 k€[102] ;
- dans le commerce, Nocadis (hypermarché) se classe 30e avec 20 407 k€[103] ;
- dans le BTP, la SARL Mathis & Danède (travaux de charpente) se classe 35e avec 3 405 k€[104].

En ce qui concerne le chiffre d'affaires à l'exportation, tous secteurs confondus, deux de ces entreprises figurent parmi les cinquante premières de la Dordogne :
- Lim France se classe 4e avec 20 792 k€ ;
- Volagrain Périgord est 42e avec 1 004 k€.

## Culture locale et patrimoine

### Lieux et monuments
- Château de Nontron, XVIIIe et XIXe siècles, inscrit au titre des monuments historiques en 1984[106],[107]. Seul bâtiment de la Dordogne retenu par le loto du patrimoine de la Française des jeux en 2020, il va en outre bénéficier pour sa rénovation de fonds privés à hauteur de 100 000 euros de la part du groupe d'assurances Axa[108].
- Demeure d'Azat.
- Château de la Francherie du XVIIe siècle.
- Château de la Mothe du XVe siècle, beaucoup remanié par la suite[109].
- Le Pôle expérimental des métiers d'art regroupe les artisans d'art et les artistes du Nontronnais. Une salle d'exposition, au château, permet aux visiteurs d'admirer les œuvres réalisées.
- Le jardin des Arts.
- Église Notre-Dame-des-Ronces construite au-dessus d'une fontaine miraculeuse, de 1872 à 1873 sur les plans de l'architecte Jules Mandin de Périgueux[110]. La paroisse a acheté l'ancien orgue de la cathédrale Saint-Front de Périgueux. L'instrument de 1842 a été entièrement restauré en 2006[111]

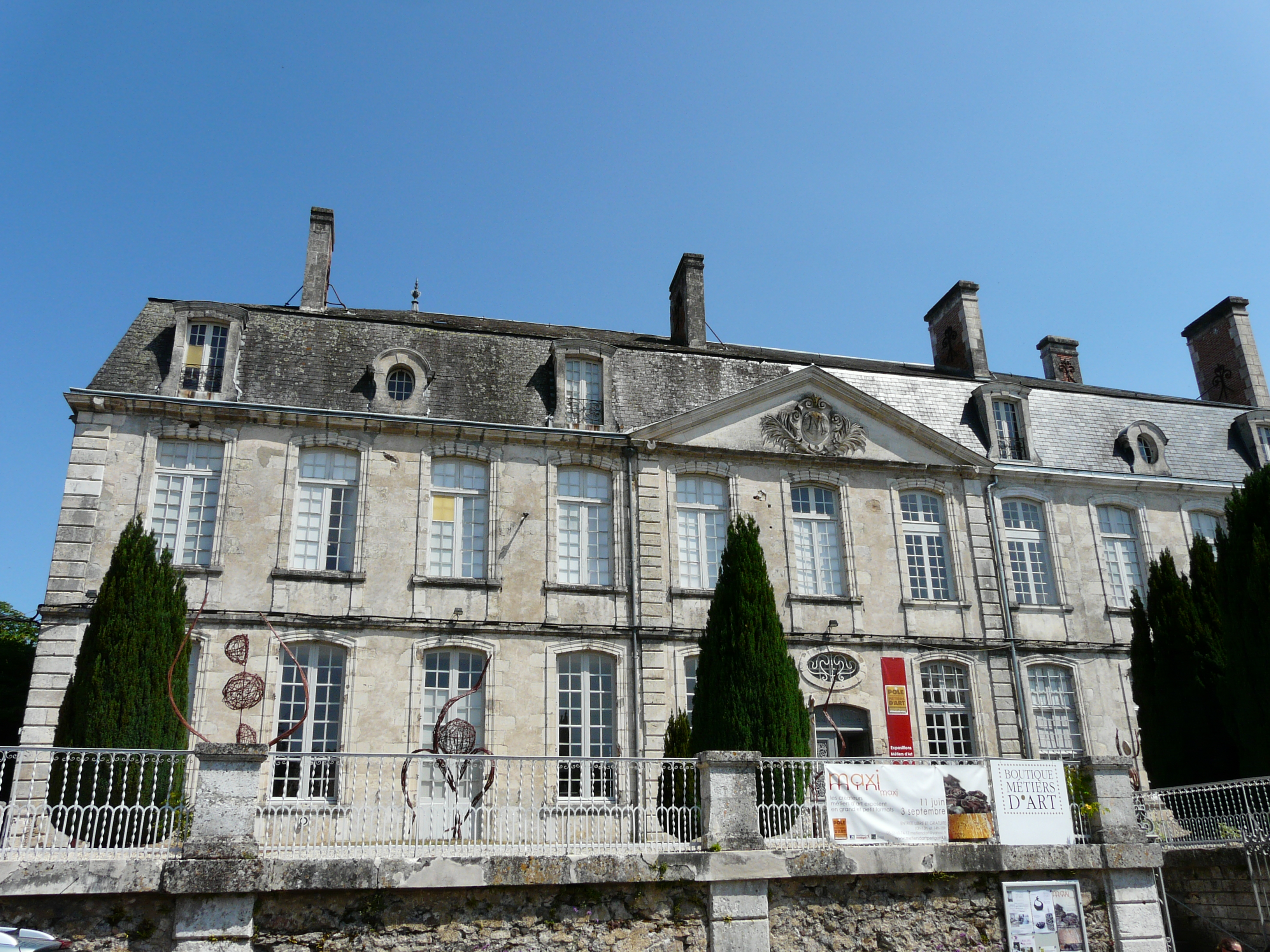
Le château de Nontron.
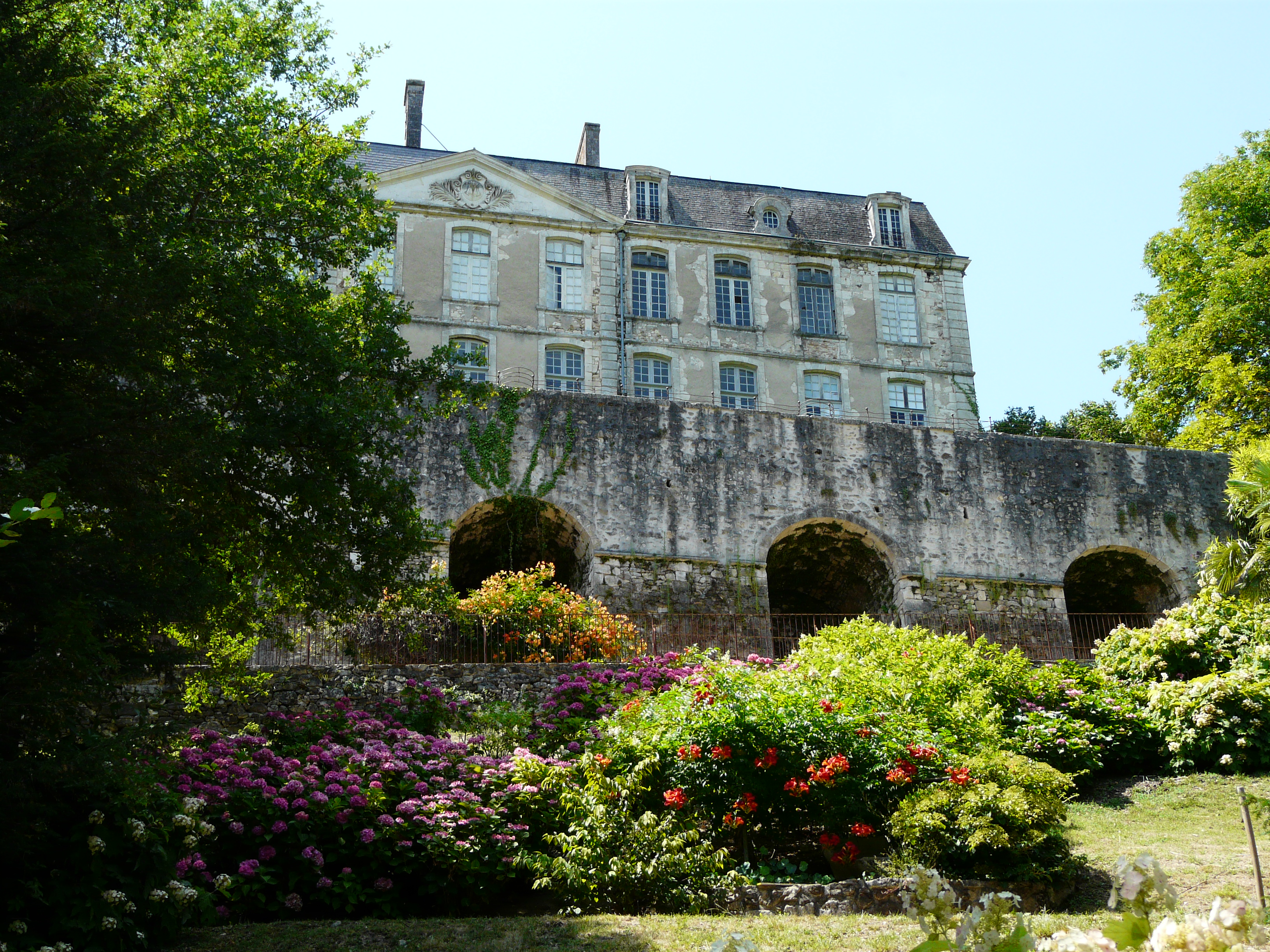
Le jardin des Arts, en contrebas du château.

#### Patrimoine urbain
Depuis 1944, les immeubles situés le long de l'avenue du Général-Leclerc, de la rue Carnot, de la rue André-Picaud et la partie de la rue de la Croisette proche de l'église font l'objet d'une protection par décret. Site inscrit, ces « Immeubles de Nontron » s'étendent sur deux hectares.

### Patrimoine naturel
La commune fait partie du parc naturel régional Périgord-Limousin depuis la création de celui-ci en 1998, adhésion renouvelée en 2011.
La vallée du Bandiat est protégée dans sa traversée de la commune au titre de la zone naturelle d'intérêt écologique, faunistique et floristique (ZNIEFF) de type I « Vallées du réseau hydrographique du Bandiat » dont la flore est constituée de près d'une centaine d'espèces de plantes, dont deux sont considérées comme déterminantes : l'aigremoine élevée, ou aigremoine odorante (Agrimonia procera) et la jacinthe des bois, ou jacinthe sauvage (Hyacinthoides non-scripta),.
Nontron a donné son nom à la nontronite, un minéral de la famille des phyllosilicates dont la localité-type est Saint-Pardoux-la-Rivière, à proximité.

### Personnalités liées à la commune
- Geoffroy Boyer (1746-1811), homme politique, premier sous-préfet de Nontron.
- Pierre-François Chabaneau (1754-1842), chimiste, né à Nontron.
- Pierre Michel Grolier-Desbrousses (1796-1857), homme politique, né et décédé à Nontron.
- Thomas Dusolier (1799-1877), homme politique, né et décédé à Nontron, et père d'Alcide Dusolier.
- Jean-Jacques Jollivet (1801-1854), homme politique, né et décédé à Nontron.
- Le chanoine Clavel de Saint-Geniez (1808-1857) y fut ordonné prêtre catholique romain en 1830.
- Joseph-Louis-Camille de Beaupoil de Saint-Aulaire (1810-1896), propriétaire à Nontron, homme politique, fils de Louis de Sainte-Aulaire.
- Louis François Mazerat (1817-1881), homme politique, né à Nontron.
- Camille Chabaneau (1831-1908), philologue romaniste et membre correspondant de l'Institut.
- Alcide Dusolier (1836-1918), journaliste et homme politique, né à Nontron, fils de Thomas Dusolier.
- Alpinien Pabot du Chatelard (1837-1929), sous-préfet de Nontron de 1877 à 1883, puis préfet.
- Henri Pastoureau (1840-1900), maire de Toulon de 1897 à 1900, né à Nontron[118].
- Antonin Debidour (1847-1917), agrégé d'histoire et de géographie, ancien élève de l'École Normale Supérieure, professeur à la faculté de Lettres de Paris et inspecteur général de l'Instruction Publique, né à Nontron.
- Raymond Picaud (3 avril 1882- Sallanches 9 septembre 1950), médecin, maire de Cannes de 1945 à 1947, né à Nontron[119].
- Gabriel Roucaute, (1904-1960), homme politique, résistant communiste, qui fut emprisonné à la prison de Nontron sous le régime de Vichy.
- Henri Laforest (1904-1989), homme politique qui fut trois fois secrétaire d'État, maire de Nontron de 1953 à 1977, né et décédé à Nontron.
- Frédéric de Saint-Sernin, homme politique, né le 14 février 1958 à Reims (Marne). De 1995 à 2001, il fut 1er adjoint au maire de Nontron. Il fut aussi président du Stade rennais football club de 2006 à 2010, et de 2012 à 2014.

### Héraldique
| Blason de Nontron | Blason  | D'azur à la tour d'argent maçonnée de sable, accostée de deux fleurs de lys d'or. |
| Blason de Nontron | Détails | Le statut officiel du blason reste à déterminer.                                  |

## Galerie de photos

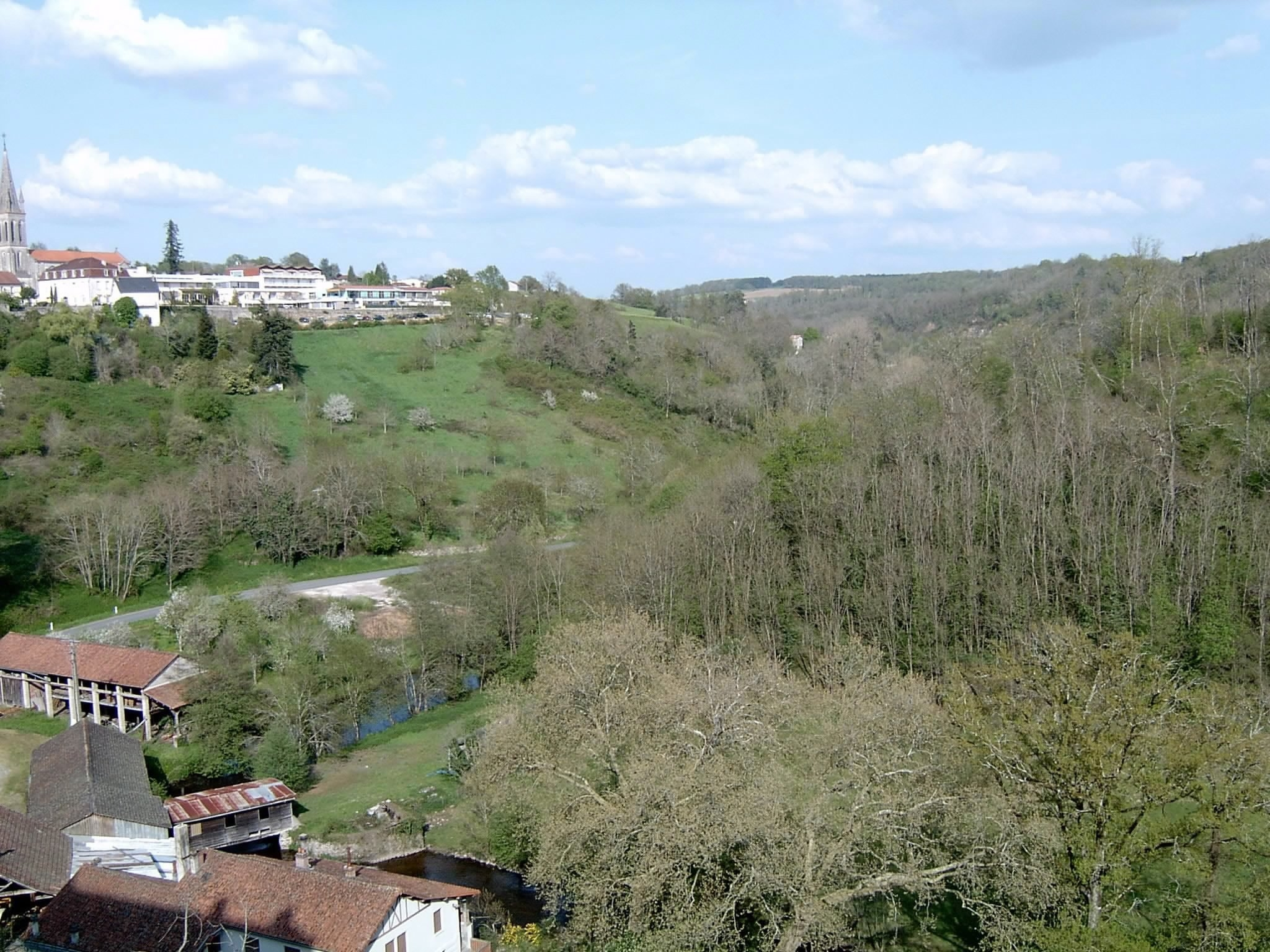
Route de Thiviers le long du Bandiat.
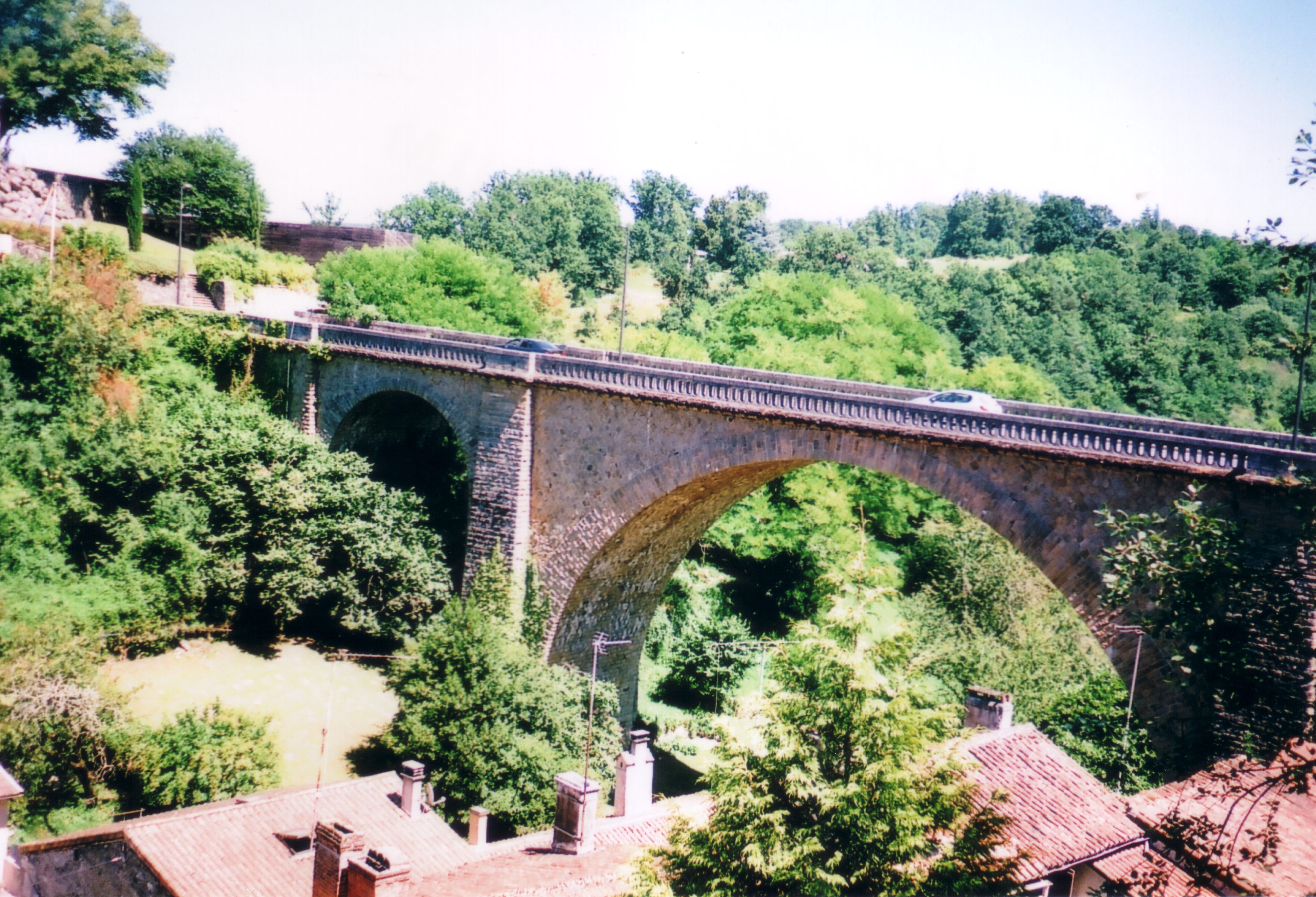
Pont vers le centre ville.
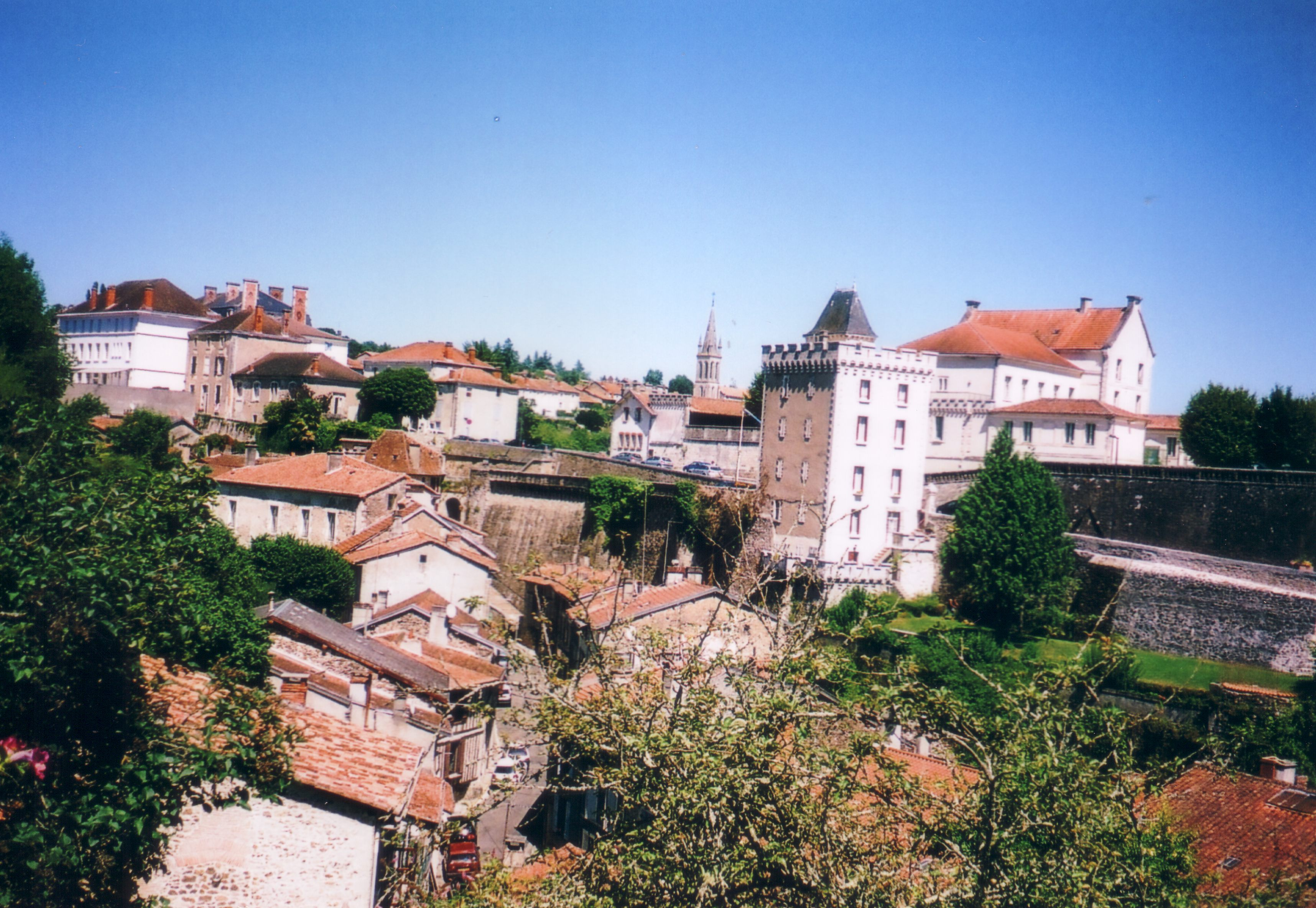
Vue d'ensemble à partir de la rue Gambetta.
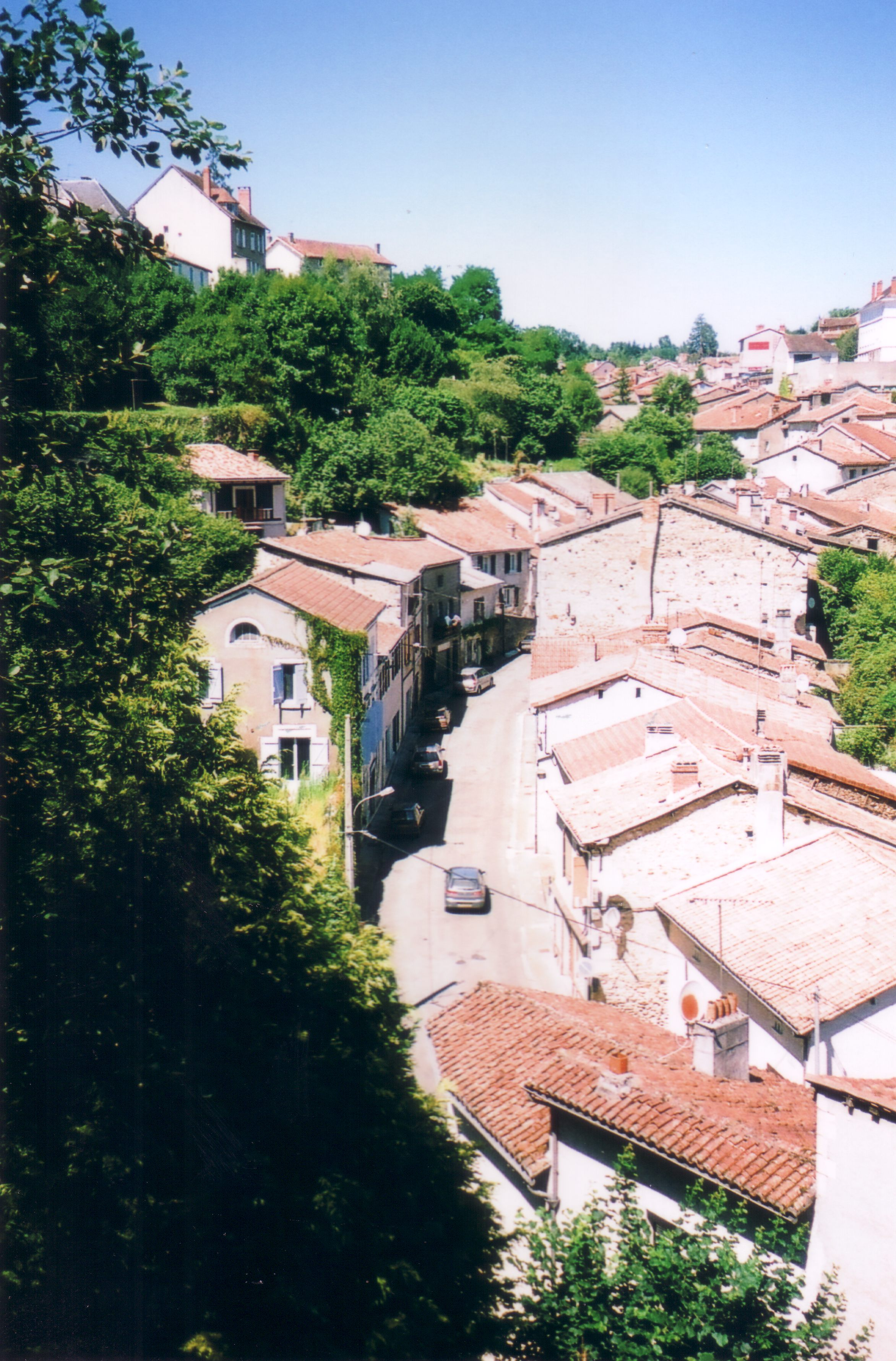
Rue Antonin Debidour La ville basse.
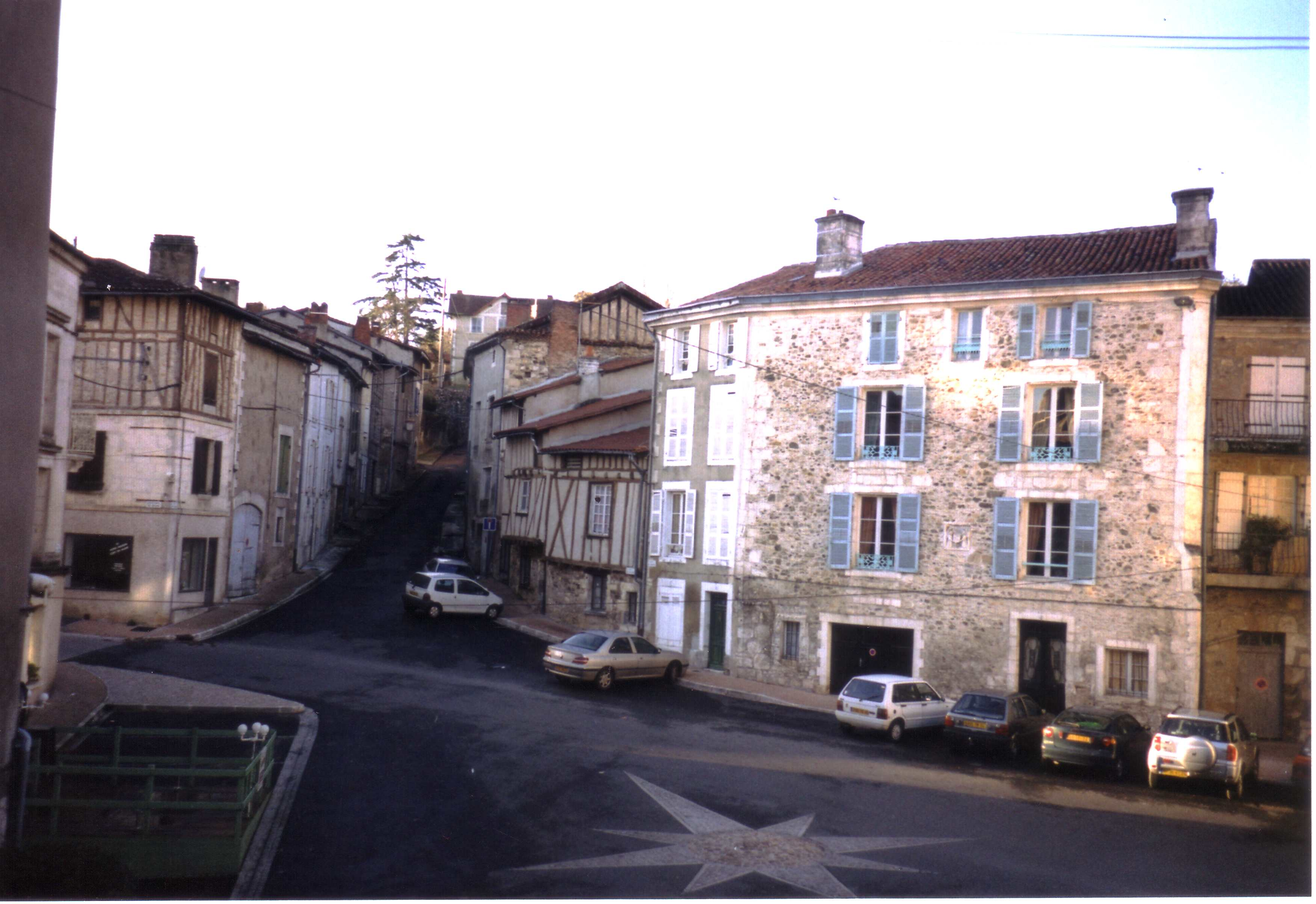
La place du Canton.
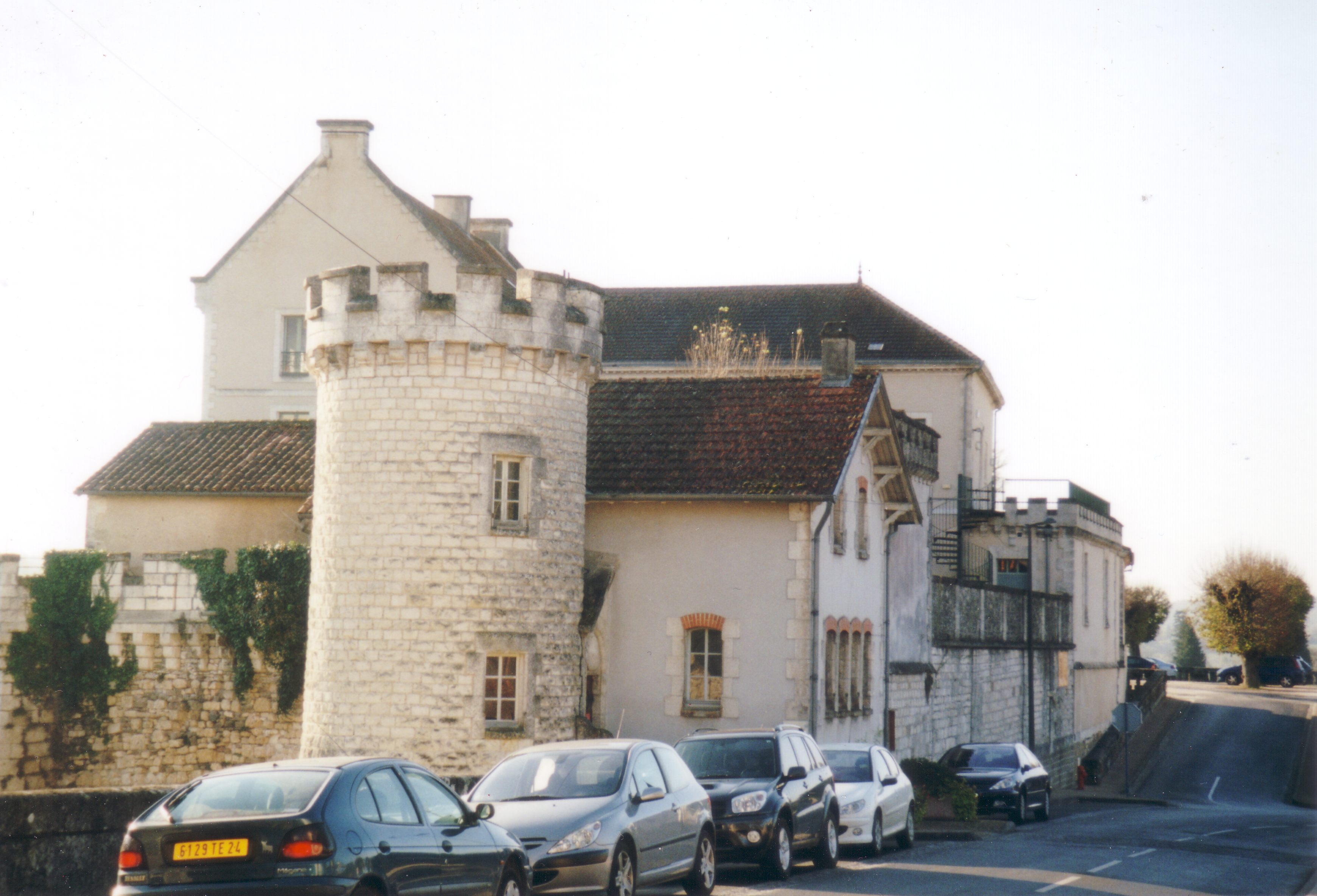
La tour ronde ; au fond à droite la place Paul Bert.

## Pour approfondir